# Ulrich Hillebrand
Ulrich Hillebrand (* 20. Mai 1960) ist ein ehemaliger deutscher Basketballspieler.

## Laufbahn
Er spielte in der Jugendabteilung von SV Fortuna Hagen. Ab der Spielzeit 1980/81 gehörte Hillebrand zur Bundesliga-Mannschaft von Goldstar Hagen (später in Brandt Hagen umbenannt) und stand bis 1989 im Aufgebot. Er bekleidete die Position des Spielmachers (1,87 Meter groß) und trug den Spitznamen „Shorty“.
Später spielte er für den SVD 49 Dortmund in der 2. Basketball-Bundesliga.
Für die bundesdeutsche A-Nationalmannschaft bestritt er 1982 ein Länderspiel.